# Pistoleri Solitari
I Pistoleri Solitari (nome originale: The Lone Gunmen) sono un trio di hacker che appaiono nella serie televisiva X-Files, protagonisti anche dello spin-off The Lone Gunmen.

## Biografia immaginaria
Il gruppo è composto da Richard "Ringo" Langly (interpretato dall'attore Dean Haglund), Melvin Frohike (Tom Braidwood) e John Fitzgerald Byers (Bruce Harwood). Il loro nome riprende quello della discussa teoria sull'assassinio del presidente John F. Kennedy per mano di un pistolero solitario, ipotizzata dalla Commissione Warren.
Il loro ruolo nella serie televisiva è quello di teorici delle varie cospirazioni governative ed esperti hacker, che puntualmente aiutano l'agente Fox Mulder a venire a capo di diverse problematiche, aiutandolo a entrare in programmi governativi o a uscire da situazioni difficili, con metodi poco ortodossi e quasi sempre andando contro la legge. Sono gli autori di una pubblicazione intitolata The Magic Bullet Newsletter (nome ironico riferito al proiettile magico che confuta la teoria del pistolero solitario nell'assassinio di Kennedy) e rinominata in seguito – per l'appunto – The Lone Gunmen, di cui Mulder è un fedele abbonato.
Nessuno di loro sembra avere un altro lavoro e il trio manda avanti le proprie idee e il proprio operato grazie all'aiuto finanziario di sostenitori esterni che condividono la loro causa, oltre che con i proventi della vendita della pubblicazione. Il loro quartier generale (e abitazione) è un loft con molti computer e oggetti tecnologici di ogni genere. Per gli spostamenti esterni utilizzano un Volkswagen Type 2 del 1970.

## John Fitzgerald Byers
Interpretato da Bruce Harwood, è il più pacato e preciso dei tre, e deve il suo nome alla sua data di nascita, coincidente con l'assassinio del presidente John F. Kennedy avvenuto a Dallas il 22 novembre 1963. Suo padre lo istruisce sulla vita di Kennedy e lo porta a sostenere il "sogno americano". Nel 1974 frequenta una scuola in Virginia. Al contrario dei suoi compagni di scuola, che sognano di diventare ricchi e famosi, Byers cerca in tutti i modi di entrare a far parte del Governo Federale. Il suo sogno si realizza e diventa un impiegato della Federal Communications Commission. Questo impiego lo porta a partecipare, nel maggio del 1989, al Computer and Electronics Show presso il centro convegni di Baltimora. Il suo abbigliamento è composto da completo scuro e cravatta, tipico da impiegato governativo.

## Melvin Frohike
Interpretato da Tom Braidwood e nato a Pontiac, Michigan, il 12 aprile 1945, Frohike è un abile hacker informatico e un esperto di sorveglianza. Il più trasandato del gruppo, indossa pantaloni mimetici, anfibi e guanti senza dita. Il suo abbigliamento è probabilmente dovuto al fatto che vuole dimostrare di essere più duro di quello che è in realtà. Prima di formare i Pistoleri Solitari, Frohike era un eccellente ballerino di tango e girava lo Stato della Florida insieme a un gruppo di hippie. Successivamente, fonda la Frohike Electronics Corp, finalizzata essenzialmente alla pirateria informatica. È il fornitore della vasta collezione di video "hard" di Mulder. Non ha mai nascosto la sua attrazione per l'agente speciale Dana Scully. Inizialmente questo interesse appare un po' lascivo e sfacciato, in seguito il suo atteggiamento si dimostrerà romantico, tanto da apparire in ospedale (durante il ricovero di Scully dovuto al cancro) con un mazzo di fiori per lei. Si considera l'uomo d'azione del gruppo ed è anche il fotografo ufficiale della rivista che pubblicano. Essendo il più anziano e maturo dei tre, si assume il compito di tirar su il morale agli altri componenti del gruppo, confortandoli dalle vicissitudini negative nelle quali sono molto spesso coinvolti.

## Richard Langly
Interpretato da Dean Haglund, è il più immaturo dei Pistoleri Solitari, nasce il 28 marzo 1969 (il 13 ottobre secondo quanto asserito da Mulder) e trascorre la sua infanzia nel Nebraska, in una fattoria piena di animali. Cresce odiando quell'ambiente e per scappare da ciò che lo circonda passa tutte le sue giornate davanti alla TV. Fan del gruppo dei Ramones (del quale indossa le t-shirt che lo caratterizzano), è sempre in contrasto con Frohike, e in più di un'occasione si scontra con quest'ultimo su chi dei due sia il miglior hacker in circolazione.
Ha parecchie fobie circa il controllo del governo, una fra tutte quella delle intercettazioni telefoniche, che lo spinge a registrare ogni sua conversazione, persino quelle con l'agente speciale Fox Mulder, e a non partecipare mai a conversazioni in teleconferenza. Ha un'avversione fobica anche nei confronti delle intercettazioni satellitari. È il membro più sarcastico e cinico del gruppo. Gran divoratore di videogiochi violenti, tra i quali Quake, è stato anche appassionato, tra i giochi di ruolo da tavolo, di Dungeons & Dragons.

## Collaboratori
Oltre che dell'agente Mulder (considerato, individualmente, il membro numero quattro dei Pistoleri Solitari ), il trio si avvale della collaborazione di alcuni membri esterni che di volta in volta li affiancano nelle indagini sulle varie cospirazioni:
- Kenneth Soona, detto The Thinker (interpretato da Bernie Coulson);
- Jimmy Bond (interpretato da Stephen Snedden);
- Yves Adele Harlow (interpretata da Zuleikha Robinson);
- Kimmy the Geek (interpretato da Jim Fyfe).

## L'incontro con Fox Mulder
Durante il Computer and Electronics Show di Baltimora del 1989 Byers viene avvicinato da una donna di nome Holly (che successivamente si scoprirà chiamarsi Susanne Modeski), che dichiara di essere perseguitata dal suo psicotico fidanzato, che le avrebbe rapito la figlia. Per poterla localizzare, chiede a Byers di collegarsi a un indirizzo internet, presso cui si trova un file criptato che Frohike (al quale Byers chiede aiuto) riesce a decifrare. L'indirizzo al quale si collegano si rivela in realtà quello del Dipartimento della Difesa degli Stati Uniti e, dopo un riscontro con il fantomatico fidanzato della donna, si scopre che l'uomo è in realtà un agente speciale dell'FBI di nome Fox Mulder e che la Modeski è ricercata dall'FBI. Alla ricerca del file si aggiunge anche Langly e i tre hacker chiedono spiegazioni alla donna che, messa sotto pressione, confessa di avere informazioni su un esperimento governativo effettuato con un gas che indurrebbe nella popolazione americana degli attacchi di paranoia. Confessa anche di essere una delle persone che loro malgrado hanno subito questo esperimento. Il file decifrato rivela la posizione del magazzino dove sono stipati i contenitori del gas. I quattro si recano sul luogo ma, appena entrati, vengono sorpresi dall'agente Mulder, che li dichiara in arresto. Contemporaneamente, nel magazzino fanno irruzione degli ufficiali governativi, che intimano alla Modeski di seguirli. Mulder chiede loro di identificarsi e, di tutta risposta, inizia una sparatoria che coinvolge alcuni contenitori del gas. Mulder inala il gas e viene colto da una crisi di paranoia. La Modeski riesce a scappare e i tre hacker vengono avvicinati da Mr X, che li spaventa fingendo di volerli uccidere, per poi lasciarli andare, considerandoli estranei alla faccenda. L'incontro con Mulder si trasformerà in una collaborazione futura, dato che i tre hacker fonderanno il gruppo dei Pistoleri Solitari (The Lone Gunmen).

## Ultima apparizione
I tre Pistoleri Solitari fanno la loro ultima apparizione nella serie X-Files nell'episodio Modifica genetica della nona stagione (titolo originale Jump the Shark), nel quale troveranno la morte. Il gesto è in realtà un sacrificio volontario, essendo entrati in un laboratorio in cui si trova un virus letale destinato a diffondersi a un orario preciso. Per evitare centinaia di morti durante un convegno decidono di far scattare l'allarme antincendio e di blindarsi nella parte del corridoio dove si scatenerà il virus, essendo ormai troppo tardi per poter agire altrimenti. Le loro salme vengono tumulate con gli onori militari, su richiesta del vicedirettore Walter Skinner, al cimitero nazionale di Arlington; alla funzione assistono anche gli agenti Scully, Doggett e Reyes. L'agente Mulder non sarà presente alle esequie, perché durante questo periodo della serie il suo personaggio risulta scomparso.
Appariranno come "fantasmi" nell'ultima e doppia puntata della nona stagione, dove scambieranno due parole con Fox Mulder, e nella quinta puntata della decima. Sotto forma di simulazione elettronica, Langly riappare nell'episodio Simulazione dell'undicesima stagione.

## La serie The Lone Gunmen
Nel 2001 i Pistoleri Solitari divennero protagonisti di una propria serie televisiva, spin off della serie di X-Files. A causa dello scarso successo, la serie venne cancellata dopo appena 13 episodi.

## Altri media
Nel secondo numero della serie a fumetti The X-Files: Season 10, Mulder (in quel momento non più in forza all'FBI) indaga sulle sparizioni di Scully e di John Doggett e riceve un indizio da qualcuno che si firma "TLG". Ciò lo porta a violare le tombe dei Pistoleri Solitari nel Cimitero nazionale di Arlington, dove trova un Frohike vivo e vegeto, che inizialmente si presenta sotto le mentite spoglie di un guardiano. Questi gli mostra una scala, nascosta dentro una tomba, che scende nel sottosuolo, dove Mulder rincontra anche Byers e Langly: scopre così che le loro morti erano state simulate così da poter continuare il loro operato in modo ancora più elusivo. I Pistoleri Solitari sono pronti all'azione quando Mulder dice loro di aver bisogno d'aiuto nel raccogliere informazioni sulla famiglia adottiva di William per continuare nella sua ricerca di Scully e Doggett.
Nella mente di Mulder rimangono tuttavia diverse domande: sebbene gli dicano inizialmente che il loro zampino nella creazione del virus Stuxnet per il governo americano nel 2010 sia ciò che permette loro di preservare l'incognito, Fox vorrebbe chiedere loro come sapessero che sarebbe tornato a cercarli. Il fumetto si chiude con una sagoma oscura che spicca nel cimitero, avendo gettato per terra un pacchetto vuoto di sigarette Morley.